# 粗毛猪笼草
粗毛猪笼草（学名：Nepenthes hispida）是婆罗洲特有的热带食虫植物，生长于海拔100米至800米的荒原森林中。目前仅已知粗毛猪笼草存在于蓝卑尔山国家公园及其周边区域。其种加词来源于拉丁文，意为“粗毛，鬃毛”。
粗毛猪笼草已被列入《2006年国际自然保护联盟濒危物种红色名录》，保护状况为依赖保育。
在野外只发现了粗毛猪笼草与两眼猪笼草的自然杂交种。

## 形态特征

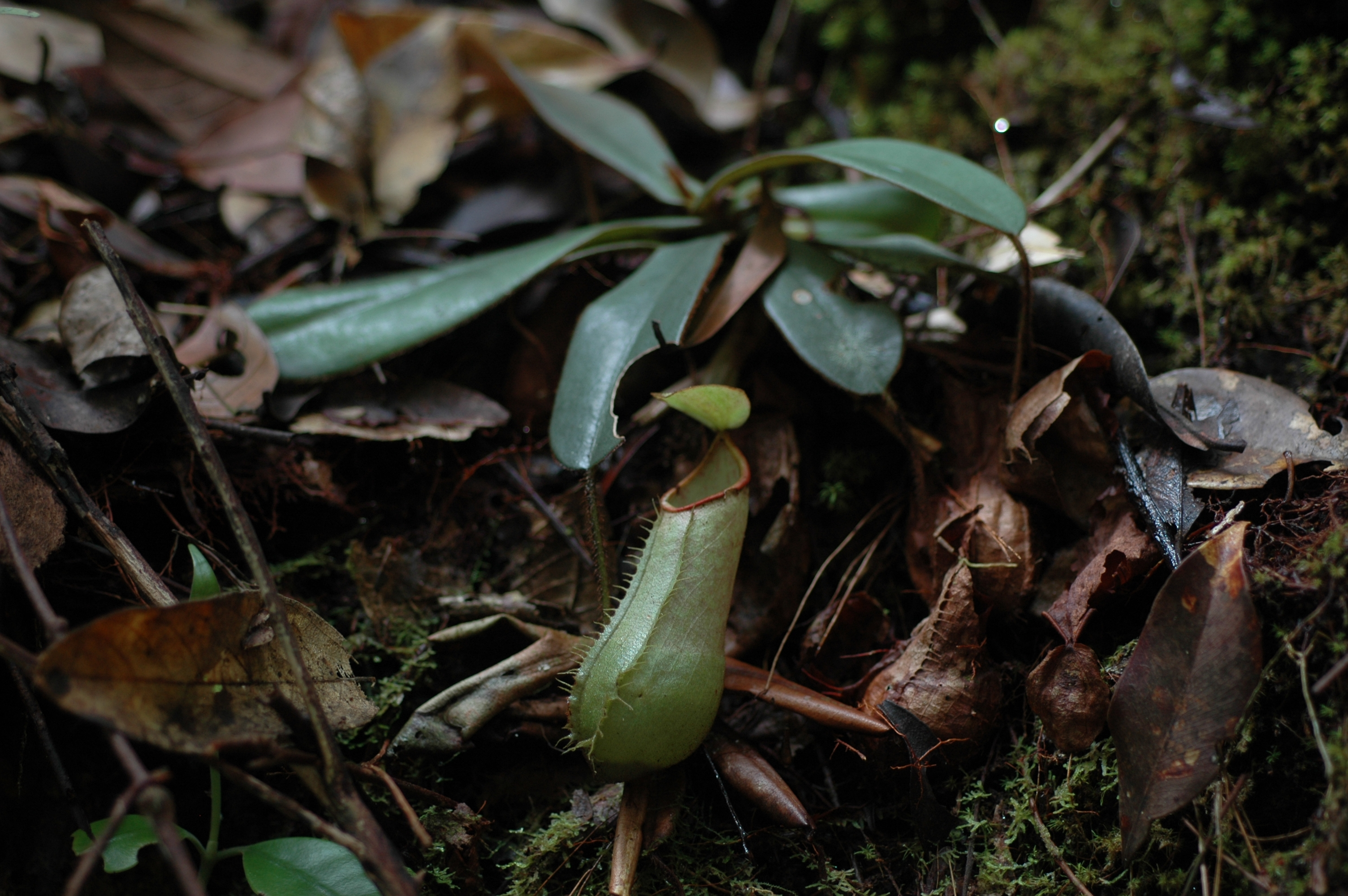
粗毛猪笼草的幼年莲座状植株

粗毛猪笼草的茎可长达6米，直径约6毫米，呈圆柱形。节间距可长达15厘米。
粗毛猪笼草的叶片革质，无柄，呈倒披针形至椭圆形，可长达28厘米，宽至4厘米。叶尖为渐尖至钝尖，常不等长。叶基渐狭，抱茎，常下延。中脉两侧各有3条纵脉。羽状脉不明显。笼蔓可长达15厘米。
粗毛猪笼草的捕虫笼罕有高于15厘米或宽于8厘米。捕虫笼的下半部为卵圆形，上半部为圆柱形。上位笼比下位笼更接近圆柱形。腹面具一对笼翼，可宽至3毫米。上位笼的笼翼常消失。笼口为卵形且倾斜。唇可宽达12毫米。笼盖为卵形至椭圆形。笼盖基部的后方具一根不分叉的笼蔓尾，可长达5毫米。
粗毛猪笼草的花序为总状花序。总花梗可长达5厘米，粗约1.5厘米。花序轴渐细，可长达10厘米。花梗可长达8毫米，基部的花梗可带2朵花，末端仅带1朵花。萼片为椭圆形，可长至4毫米。雄性花序的结构和雌性花序相似。
粗毛猪笼草的茎部披被着非常密集的鬃毛状紫灰色毛被。花序上有着稀疏的短毛被。发育中的叶片具毛被，随着生长毛被逐渐脱落。

## 生态关系
查尔斯·克拉克在专著《婆罗洲的猪笼草属植物》中写道：“已从沙捞越北部和文莱采集到了大量粗毛猪笼草，部分地区其与刚毛猪笼草（N. hirsuta）的原生地重叠”。但是在查尔斯·克拉克与李乾同著的《沙捞越的猪笼草》中写道：“最近对于分布于砂拉越的刚毛猪笼草的观测表明，其可变性要比预想中的大。而粗毛猪笼草只分布于蓝比尔山地区。”
粗毛猪笼草生长于陡峭的砂质山脊上阴暗的荒原森林中，常与鳞皮椰子属棕榈（Eugeissona）同域分布。其分布于海拔100米至800米处。

## 相关物种

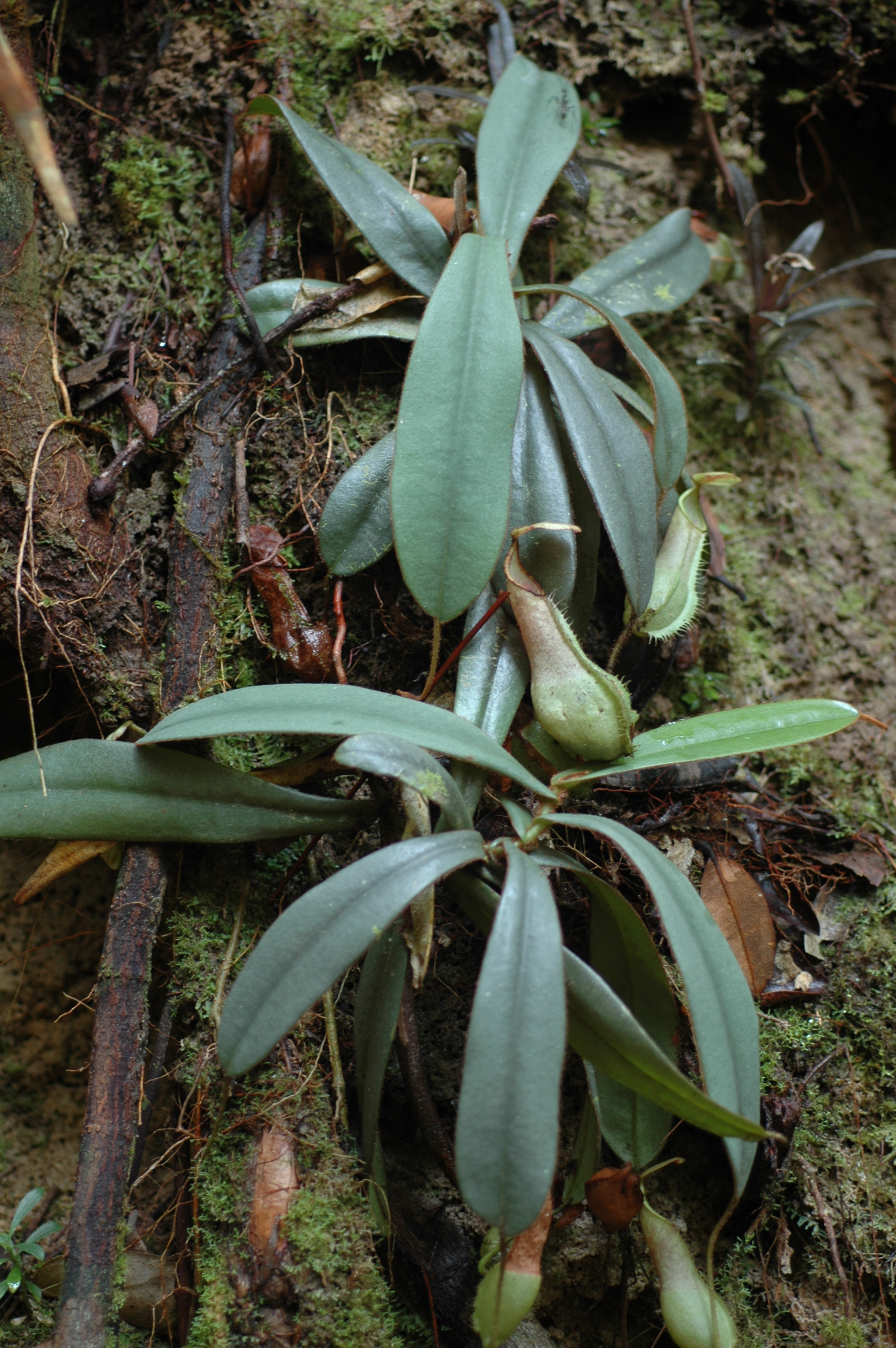
粗毛猪笼草具下位笼的莲座状植株

粗毛猪笼草与刚毛猪笼草之间存在非常密切的近缘关系，部分分类学家将其视作为同一个物种。除捕虫笼和叶片形态的不同外，粗毛猪笼草与大型平庸猪笼草（N. macrovulagris）也很相似。
在B·H·丹瑟1928年发表的专著《荷属东印度群岛的猪笼草科植物》中，认为粗毛猪笼草是刚毛猪笼草的同物异名，并写道：“虽然形态特征上并不完全相同，但麦克法兰在专著中仍认为粗毛猪笼草是（刚毛猪笼草的）一个同种异名”。1997年，马修·杰布和马丁·奇克将粗毛猪笼草恢复为一个独立的物种，理由是粗毛猪笼草区别于刚毛猪笼草的特征，即抱茎且下延的叶片基部和特殊的毛被。因原生地存在着这两个类群的中间型，所以也有学者认为粗毛猪笼草与刚毛猪笼草是同一个物种的两个极端变种。
马修·杰布和马丁·奇克认为粗毛猪笼草与菲律宾巴拉望特有的菲律宾猪笼草（N. philippinensis）之间也存在着较密切的近缘关系。
在食虫植物数据库中，分类学家简·斯洛尔（Jan Schlauer）将粗毛猪笼草列为刚毛猪笼草的同物异名。

## 扩展阅读
- 食虫植物照片搜寻引擎中粗毛猪笼草的照片 （页面存档备份，存于）

 维基共享资源上的相關多媒體資源：粗毛猪笼草
 維基物種上的相關：粗毛猪笼草